# Юнгмейстер, Леонид Александрович
Леонид Александрович Юнгмейстер (29 мая [10 июня] 1897 — 8 августа 1972, Крым, Крымская область) — советский военный лётчик, планерист и лётчик-испытатель.

## Биография
Родился в многодетной семье потомственных дворян. Первоначально обучался дома, затем в Костромской мужской гимназии. После окончания гимназии, ещё до призыва в царскую армию, подал прошение о зачислении добровольцем (охотником) в гардемарины флота и для прохождения военной службы отправлен в Петроград. Зачислен во 2-й Балтийский флотский экипаж, к которому были приписаны все учебные команды, включая и Курсы гидроавиации.
5 августа 1916 окончил строевую подготовку, произведён в матросы 2-й статьи, после чего отправлен на Теоретические курсы гидроавиации при Петроградском политехническом институте.
В ноябре 1916 произведен в юнкера флота. В декабре 1916 успешно сдал выпускные экзамены и направлен в Баку как курсант в переменный состав Бакинской офицерской школы морской авиации. 28 августа 1917 представлен к производству в подпоручики по адмиралтейству.
31 июля 1918 назначен комиссаром в Московскую школу военных летчиков на Ходынском поле. В начале августа 1919 направлен в распоряжение командующего авиацией Западного фронта, участвовал в боях местного значения, на минском направлении, в походе на Варшаву, в оборонительных боях, летая на разведку и бомбометание. Перейдя в истребительный отряд, летал на самолёте «Ньюпор XXIV» на перехват самолётов белой авиации, участвовал в воздушных боях. После окончания Гражданской войны в 1921 служил военлётом в частях ВВС РККА. В 1922 назначен начальником лётной части Серпуховской высшей школы стрельбы и бомбометания. В конце 1922 пригласили на работу лётчиком-испытателем в Научно-опытный аэродром (НОА) ВВС РККА.
По инициативе пионера советского планеризма К. К. Арцеулова на горе Узун-Сырт недалеко от Коктебеля были проведены в 1923 году I Всесоюзные планерные испытания (ВПИ), которые потом стали ежегодными. 18 ноября рекордный парящий полет Л. Юнгмейстера продолжался 1 час 2 мин. 30 сек. Соревнования считаются рождением планерного спорта СССР.
В 1927 перешёл на работу лётчика-сдатчика на Киевском заводе № 43. В 1927—1932 испытывал в воздухе военные самолёты с выполнением фигур высшего пилотажа, при 16 вынужденных посадках по различным техническим причинам не имел ни одной аварии, сохранив все испытуемые самолёты. Летом 1932 приглашён летчиком-испытателем на Московский завод № 22. С 1941 по 1944 проводил серийные сдаточные испытания в воздухе всех модификаций самолёта Пе-2 и первых советских реактивных двигателей.
В 1950 награждён нагрудным знаком Гражданского воздушного флота «За налёт 1 000 000 километров». В 1953 году ушёл на пенсию и поселился с семьёй в Крыму. Похоронен в Джемиете (сейчас — Восход).